# مایکل گستن
مایکل گستن (انگلیسی: Michael Gaston؛ زادهٔ ۵ نوامبر ۱۹۶۲) هنرپیشه اهل ایالات متحده آمریکا است.

## گزیده فیلمشناسی
از فیلم‌ها یا برنامه‌های تلویزیونی که وی در آن نقش داشته‌است می‌توان به آثار زیر اشاره کرد.
- ضیافت عروسی (۱۹۹۳)
- آماتور (فیلم ۱۹۹۴) (۱۹۹۴)
- هکرها (فیلم) (۱۹۹۵)
- مرگ ناگهانی (فیلم ۱۹۹۵) (۱۹۹۵)
- خون‌بها (فیلم ۱۹۹۶) (۱۹۹۶)
- بوته آزمایش (فیلم ۱۹۹۶) (۱۹۹۶)
- کاپ لند (۱۹۹۷)
- مخاطره مضاعف (۱۹۹۹)
- این کودک را دعا کنید (۲۰۰۰)
- سیزده روز (فیلم) (۲۰۰۰)
- جرایم سنگین (۲۰۰۲)
- دور از بهشت (۲۰۰۲)
- بمان (فیلم) (۲۰۰۵)
- بتی پیج بدنام (۲۰۰۵)
- فرار (۲۰۰۵)
- قلب‌های تنها (۲۰۰۶)
- یک مشت دروغ (۲۰۰۸)
- دبلیو (۲۰۰۸)
- تلقین (فیلم) (۲۰۱)
- معجزه بزرگ (۲۰۱۲)
- پل جاسوس‌ها (۲۰۱۵)
- اولین اصلاح‌شده (۲۰۱۷)
- سوپرانوز (۱۹۹۹)
- پسر خودسر (۱۹۹۹)
- دیدبان سوم (۲۰۰۰)
- نگهبان (مجموعه تلویزیونی آمریکایی) (۲۰۰۴)
- ان‌سی‌آی‌اس (۲۰۰۴)
- دنیای مالکوم (۲۰۰۴)
- بال غربی (مجموعه تلویزیونی) (۲۰۰۴)
- سی‌اس‌آی (۲۰۰۴)
- فرار از زندان (مجموعه تلویزیونی) (۲۰۰۵)
- جریکو (مجموعه تلویزیونی) (۲۰۰۸–۲۰۰۶)
- بخش فوریت‌های پزشکی (مجموعه تلویزیونی) (۲۰۰۸)
- فرینج (۲۰۰۹)
- فصل طوفان (۲۰۰۹)
- یقه سفید (مجموعه تلویزیونی) (۲۰۰۹)
- مد من (۲۰۰۹–۲۰۱۳)
- ۲۴ (مجموعه تلویزیونی) (۲۰۱۰)
- منتالیست (۲۰۱۰–۲۰۱۳)
- آمریکایی‌ها (مجموعه تلویزیونی) (۲۰۱۳)
- ابتدایی (مجموعه تلویزیونی) (۲۰۱۴)
- چگونه از مجازات قتل فرار کرد (۲۰۱۴)
- همسر خوب (۲۰۱۴–۲۰۱۵)
- بازماندگان (مجموعه تلویزیونی) (۲۰۱۴–۲۰۱۷)
- مظنون (مجموعه تلویزیونی) (۲۰۱۵)
- ان‌سی‌آی‌اس: لس آنجلس (۲۰۱۵)
- هفته پیش امشب با جان اولیور (۲۰۱۵)
- پیروی (مجموعه تلویزیونی) (۲۰۱۵)
- نقطه کور (مجموعه تلویزیونی) (۲۰۱۵–۲۰۱۶)
- مردی درهای کسل (2015–present)
- استخوان‌ها (مجموعه تلویزیونی) (۲۰۱۶)
- بازمانده برگزیده (۲۰۱۶)
- خانم وزیر (مجموعه تلویزیونی) (۲۰۱۷)
- قدرت (مجموعه تلویزیونی) (۲۰۱۷)
- سرزمین عادات ثابت (۲۰۱۸)